# Comitato Nazionale per la Liberazione della Jugoslavia
Il Comitato Nazionale per la Liberazione della Jugoslavia (CNLJ) era il governo provvisorio della Repubblica Socialista Federale di Jugoslavia proclamato durante la seconda guerra mondiale.
- in lingua serbocroata e croata: Nacionalni komitet oslobođenja Jugoslavije - NKOJ
- in serbo: Национални комитет ослобођења Југославије - НKОЈ
- in sloveno: Narodni komite osvoboditve Jugoslavije - NKOJ

## Membri e cariche del CNLJ
- Presidente e commissario alla difesa popolare: Maresciallo Josip Broz Tito
- Primo vicepresidente del CNLJ: Edvard Kardelj
- Secondo vicepresidente del CNLJ: Vladislav Ribnikar
- Terzo vicepresidente del CNLJ: Božidar Magovac
- Commissario agli affari esteri: dr Josip Smodlaka
- Commissario agli affari interni: Vlada Zečević
- Commissario all'educazione: Edvard Kocbek
- Commissario all'economia popolare: dr Ivan Milutinović
- Commissario alle finanze: Dušan Sernec
- Commissario al traffico: Sreten Žujović-Crni
- Commissario alla salute popolare: dr Milivoj Jabrišak
- Commissario alle politiche sociali: dr Anton Kržišnik
- Commissario alla giustizia: Frane Frol
- Commissario all'approvvigionamento: Mile Peruničić
- Commissario all'edilizia: dr Rade Pribićević
- Commissario alle attività forestali e minerarie: dr Sulejman Filipović